# 春野みく
春野 みく（はるの みく、1988年8月11日 - ）は、日本の元ストリッパー（ロック座所属）・元AV女優（ティーパワーズ所属）。
神奈川県出身。血液型:A型。身長:155cm。スリーサイズ:B85(D)・W59・H88。

## 略歴
2007年7月1日、新宿ニューアートにてストリップデビュー。
同年中にAVにも出演。
2008年10月21日の新宿ニューアートでの公演をもって引退。

## 出演作品

### アダルトビデオ
- お尻と真正中出し! 初めてのガチンコ生中出し♥春野みく （2007年11月24日、モブスターズ）